# Alessandro Melli
Alessandro Melli, född 11 december 1969 i Agrigento är en italiensk före detta fotbollsspelare och numera team-manager för Parma. Han spelade över 200 matcher för Parma och var en del av det italienska U21-landslag som vann U21-EM 1992.

## Spelarkarriär

### Klubblag
Melli inledde karriären i Parma och var en del av laget som tog sig från Serie C1 till Serie A. Efter en kort lånesejour med Modena etablerade Melli sig som anfallare i Parma. Han vann Coppa Italia med klubben 1992 och Cupvinnarcupen året efter. Melli blev målskytt i finalen mot Royal Antwerp FC med sitt 2-1 mål.
1994 lämnade Melli Parma för sejourer i först Sampdoria och sedan AC Milan, båda dock förhållandevis misslyckade efter succén med Parma.
1995 återvände han till Parma, men hade svårt att upprepa formen från tidigare år. Efter två säsonger i klubben flyttade han vidare till Perugia i Serie B, som han omedelbart hjälpte till avancemang till Serie A. Efter ytterligare två säsonger i klubben flyttade Melli 2000 till Ancona där han spelade ytterligare en säsong innan han avslutade karriären.

### Landslag
Melli var en del av det italienska U21-landslag som vann U21-EM 1992. Samma år spelade han OS för Italien, där han gjorde två mål.
Melli spelade också två matcher i kvalet till VM 1994.

## Ledarkarriär
Sedan 2005 jobbar Melli som Team Manager för Parma.

## Meriter

### Klubblag
- Mästare i Serie C1: 1

1985-1986 med Parma
- Mästare i Coppa Italia: 1

1991-1992 med Parma
- Mästare i Cupvinnarcupen:1

1992-1993 med Parma
- Mästare i Uefa Super Cup: 2

1993 med Parma
1994 med AC Milan

### Landslag
- Mästare i U21-EM: 1

1992 med U21-landslag

### Individuella
- Skyttekung i Coppa Italia: 1

1991-1992 med 5 mål